# Волер (Вашингтон)
Волер (енгл. Waller) насељено је место без административног статуса у америчкој савезној држави Вашингтон.

## Демографија
По попису из 2010. године број становника је 7.922, што је 1.278 (-13,9%) становника мање него 2000. године.
| Група             | 2000.         | 2010.         |
| Белци             | 8.014 (87,1%) | 6.611 (83,5%) |
| Афроамериканци    | 141 (1,5%)    | 172 (2,2%)    |
| Азијати           | 192 (2,1%)    | 282 (3,6%)    |
| Хиспаноамериканци | 398 (4,3%)    | 392 (4,9%)    |
| Укупно            | 9.200         | 7.922         |